# 충칭 빌딩

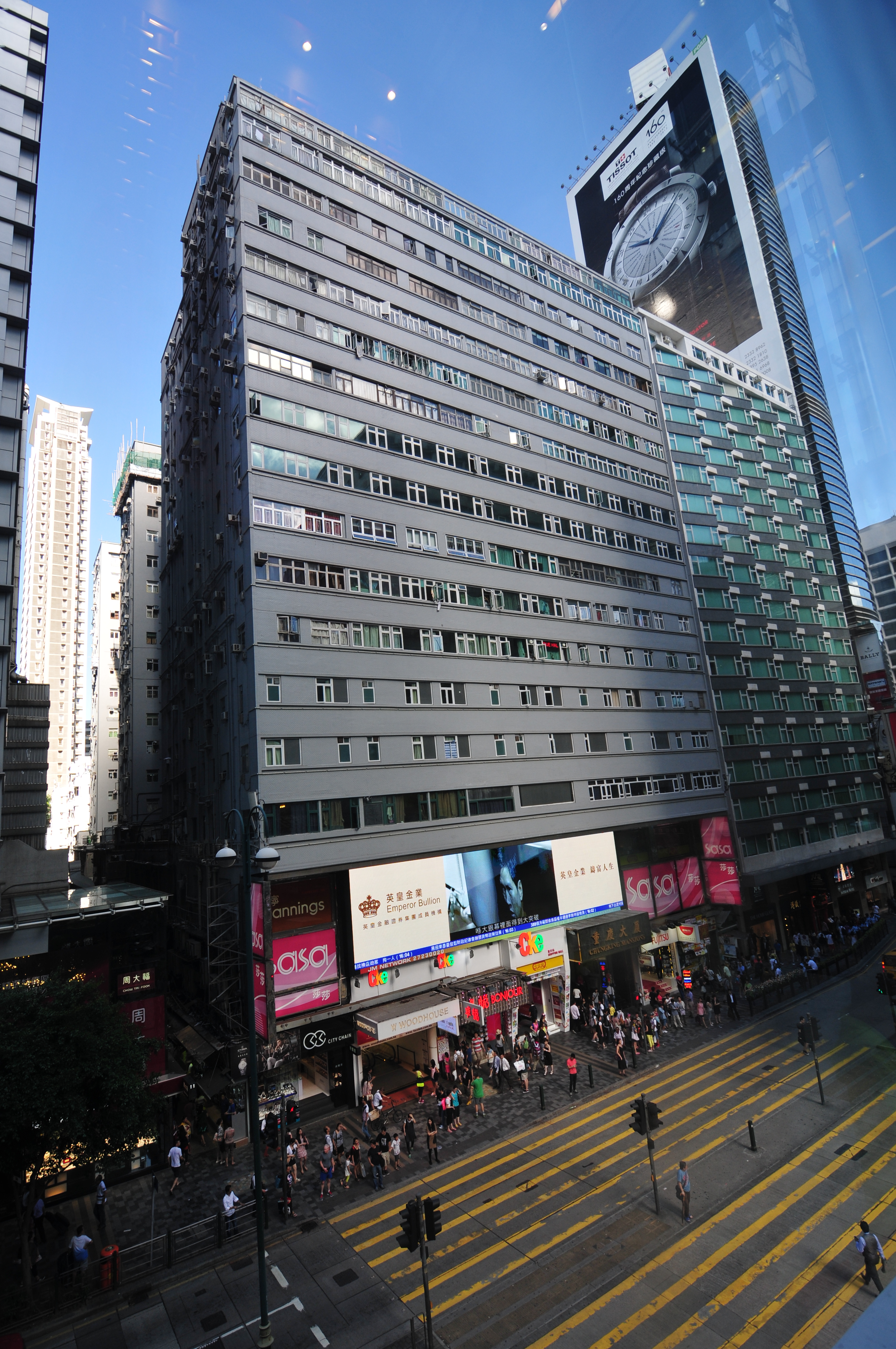
충칭 빌딩

충킹맨션(중국어: 重慶大廈, 영어: Chungking Mansions)은 홍콩 짐사저이 네이선 로드에 위치한 복합 빌딩이다.
'도시 속 게토'로 알려진 충칭 빌딩은 홍콩의 소수민족이 많이 모이는 곳이다. 영화 중경삼림에 나와 유명해졌다. 

## 역사
충칭 빌딩은 1961년 제조업과 관광업이 급속히 발전하던 영국령 홍콩에서 문을 열었다. 2층은 제트기를 타고 도착한 부유한 관광객들을 위한 쇼핑 센터였고, 지하의 나이트클럽은 선원들을 위한 쇼를 공연했다. 1966년 첫 화재가 발생해 큰 재산 피해를 입혔지만, 주민 6000여명 중 대부분은 사이렌을 무시했다. 이 건물은 이후로도 수십번 화재를 겪는다. 
1970년대 중반 충칭 빌딩은 이미 히피 여행객들과 좁아터진 통로로 유명해졌다. 론리플래닛 가이드북은 이 건물을 배낭 여행객들에게 추천해주었다. 사우스 차이나 모닝 포스트는 건물을 "싸구려 제너두"라고 불렀다.
1980년대 건물이 본격적으로 슬럼이 되었다. 충칭 빌딩은 이때 금 밀수꾼, 백인 매춘부, 삼합회가 모이는 곳이 됐다. 
1994년 홍콩의 뉴웨이브 감독 왕가위가 건물을 배경으로 영화 <중경삼림>을 촬영했다. 영화에서 충칭 빌딩은 마약 밀수와 살인의 배경이었고 이미지가 더 나빠질것을 우려한 상인들은 촬영을 거부했다. 감독은 무단으로 게릴라 촬영을 했고, 건물을 세계적으로 알렸다.
21세기 이후 CCTV가 건물 곳곳에 설치되고 범죄는 감소했다. 하지만 여전히 건물은 홍콩인과 외국인 모두에게 불법적인 활동을 연상시킨다. 10대들의 약물 파티와 "급료 받는 데이트"라 불리는 수상한 서비스는 계속되고 있다.
남아시아와 사하라 이남 아프리카에서 온 노동자, 무역상, 난민들에게 충칭 빌딩은 거주와 사업, 사교의 공간이 되었다.

## 관광

### 숙박
충칭 빌딩의 숙박 시설들은 저렴한 곳을 찾는 배낭여행객들에게 인기있다. 1박당 가격은 100에서 300 홍콩 달러이다. 대부분의 호텔들은 주요 예약 사이트에서 찾을 수 있다. 

### 식사
거대한 건물에는 홍콩에서 찾을 수 있는 최고의 국제 요리들이 있다. 앤서니 보데인은 CNN에서 진행한 방송에서 충칭 빌딩의 식당들을 미식가들에게 추천했다. 일부 아프리카 식당들은 단골과 거주민들을 상대로 장사하기 때문에 간판을 달지 않기도 한다. 

### 쇼핑
방문객들은 쉽게 환전소와 중고 휴대 전화, 국제 전화 카드를 찾을 수 있다. 충칭 빌딩에서 번창하는 또다른 사업은 모조품이다.